# Hugonnai Vilma
Gróf szentgyörgyi Hugonnai Vilma (Hugonnai Vilma Jozefa Laura Ilka helyenként másképp: "Hugonnay") (Nagytétény, 1847. szeptember 30. – Budapest, Kőbánya, 1922. március 25.) az első magyar orvosnő.

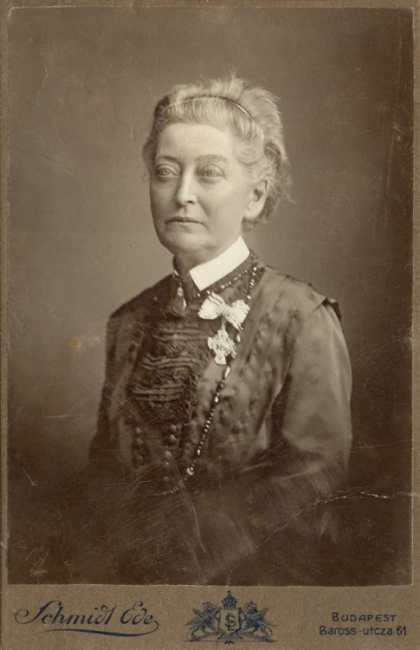
Az idős gróf Hugonnai Vilma

## Családja és származása
A gróf szentgyörgyi Hugonnai család sarja. Családja ötödik gyermekeként született, apja gróf szentgyörgyi Hugonnai Kálmán (1809–1875) földbirtokos, anyja tomesti Pánczély Terézia (1820–1864). Apai nagyszülei ifjabb szentgyörgyi Horváth Zsigmond (1770–1824) aranysarkantyús lovag, földbirtokos, és a csáfordi Csillagh családból való csáfordi Csillagh Jozefa voltak; az apai nagyapja az ősrégi szentgyörgyi Horváth családból való szentgyörgyi Horváth Zsigmond 1810-ben Hugonna községre királyi adománylevelet kapott, majd 1822. június 14-én grófi címet szerzett adományban I. Ferenc magyar királytól, illetve az engedélyt, hogy vezetéknevét "Hugonnay"-ra változtassa a "Horváth" nevet hanyangolva. Az apai nagyapai dédszülei idősebb szentgyörgyi Horváth Zsigmond (1735–1808), császári és királyi kamarás, valóságos belső titkos tanácsos, királyi tanácsos, nemesi testőr, Békés vármegye főispánja, földbirtokos és románfalvi Fejérváry Anna Mária voltak. Az apai nagybátyja gróf Hugonnay Ferenc (1818–1864) 1848-as honvéd százados, királyi főhadnagy, Pest városi Honvédegylet tagja, földbirtokos. Hugonnai Vilma grófnő fivérei: gróf szentgyörgyi Hugonnai Kálmán (1843–1918), törvényszéki bíró, földbirtokos valamint gróf szentgyörgyi Hugonnai Béla (1852–1928), Szatmár vármegye főispánja, a Szent Sír Lovagrend parancsnoka, földbirtokos.
Az anyai nagyszülei tomesti Pánczély Antal, Pest város tanácsosa, üvegfúvó mester, majd üveggyáros, és Adler Terézia voltak. Pántzely Antal eredetileg a "Pfantzell" név alatt született, azonban 1820. június 28-án magyar nemességet, családi címert, és a "tomesti" nemesi előnevet szerezte adományban I. Ferenc magyar királytól, valamint engedélyt is kapott a névváltoztatásra "Pántzély"-re. Hugonnai Vilma grófnő nagybátyja anyja révén tomesti Pánczél Károly (1797–1851), 1848-as Krassó megye gyalogos nemzetőrségének őrnagya, királyi százados, földbirtokos.

## Élete
Alapismereteit otthon, majd a pesti Prebstl Mária Leánynevelő Intézet bentlakásos tanulójaként szerezte. Akkoriban erről a szintről nem léphetett tovább egy nő sem Magyarországon. Alig 18 évesen férjhez ment Szilassy György földbirtokoshoz. Ebből a házasságból három gyermeke született. Férje nem érdeklődött a szellemi dolgok iránt (mellette soha nem érezte magát jól, férje sokszor hagyta magára), az ifjú Vilmának elsősorban a természettudományok kötötték le figyelmét.
1869-ben értesült arról, hogy a Zürichi Egyetemre nők is beiratkozhatnak, viszont ehhez férje beleegyezése is kellett. Ezt megkapta, de anyagi támogatást nem, ezért nagyon nehéz körülmények között élt. 1872-től lett az egyetem hallgatója, 1879. február 3-án védte meg disszertációját, és orvossá avatták. Az egyetem sebészeti klinikáján dolgozott, majd egy alapítványi kórházban töltött egy évet.
1880 februárjában tért haza. Diplomájának elismertetése rendkívüli akadályokba ütközött: 1881. március 31-én letette a hazai egyetemi tanulmányokhoz feltétlenül szükséges érettségi vizsgát. 1882 májusában kérte orvosi oklevelének elismertetését. Kérelmét a pesti orvostanári kar támogatta, de Trefort Ágoston vallás- és közoktatási miniszter – az érvényes törvényekre hivatkozva – elutasította a nosztrifikálást.
Ekkor letette a szülésznői vizsgát, és szülésznőként működött. Szilassyval kötött házassága végleg felbomlott, és betegek sokaságát kezelte, hogy ebből tartsa fenn családját. Ebben az időben írta „A nők munkaköre” című tanulmányát. A nők számára is kedvező iskolareform mellett foglalt állást. Minden olyan szervezkedésben részt vett, amely a nők egyenjogúsítását tűzte ki céljául.
1887-ben férjhez ment Wartha Vincéhez, aki jeles vegyész, műegyetemi tanár volt. 1888-ban megszületett Vilma lányuk. Férje kérésére felhagyott szülésznői gyakorlatával, és elméleti kérdésekkel foglalkozott. Ezekben az években sem adta fel orvosi oklevelének elismertetése iránti igényét, ami ekkorra már az egész női társadalom problémájaként jelentkezett.
1895-ben királyi rendelet tette lehetővé, hogy itthon is egyetemi tanulmányokat folytathassanak nők is. 1896. február 10-én újból kérte az uralkodótól zürichi oklevelének elismertetését, ami 1897. május 14-én történt meg, amikor is Budapesten orvosdoktorrá avatták. Ezután már hivatalosan is végezhetett magángyakorlatot, elsősorban női és szegény betegekkel foglalkozott.
Hugonnai Vilma 1899 április-májusában sajtópolémiát vívott Pap Samu országgyűlési képviselővel, aki élesen kritizálta a nők jelenlétét szellemi pályákon. Ezt cáfolta írásában Hugonnai Vilma, sőt ez ösztönözte arra, hogy megírja A nőmozgalom Magyarországon című tanulmányát. Ebben nemcsak ellenérveket hozott fel a nőmozgalom ellenfeleivel szemben, hanem megjelölte a nők szerepét is, például a betegápolás és az egészségügy területén. Ezért vállalta 1907-ben Fischer-Dückelmann A nő mint háziorvos című könyvének magyar kiadását. Sőt, ezzel és más munkáival is bizonyította az egészségügyi felvilágosítás melletti elkötelezettségét.
Tudományos érdeklődése a gyermeknevelésre, a nők és gyermekek egészségvédelmére, a nők ipari foglalkoztatásának kérdéseire, illetve a nők képzésére összpontosult. Lelkes kezdeményezője volt a leánygimnáziumok szervezésének és a nők szellemi képzésének. Az Országos Nőképző Egyesületben hat évig tanította a betegápolást, a gyermekgondozást, a gyermekvédelmet és a ragályos betegségek ismereteit. A sajtóban 1907 januárjában Kmetty Károly egyetemi tanárral folytatott vitát a nők jogegyenlőségéről.
67 éves korában, 1914 augusztusában elvégezte a katonaorvosi tanfolyamot is, majd 1915 augusztusában hadiékítményekkel díszített érdemjelet kapott. Az első világháború ugyanis komolyan felvetette a nők egészségügyi tevékenységének a szükségességét is. 14 vidéki városban szervezett – női orvosi és betegápolói erővel – betegmegfigyelő állomást. Felhívása, szervező munkája követőkre talált, amit bizonyít annak a sok száz vöröskeresztes nővérnek és 84 orvosnőnek a szolgálata, akik az ő oklevelének nosztrifikálása után nyertek diplomát magyar egyetemen.

## Házasságai és leszármazottjai
Nagytétényben, 1865. szeptember 12-én, alig 18 évesen férjhez ment szilasi és pilisi Szilassy György (1831 – Mácsa, 1899. augusztus 22.) földbirtokoshoz, a majdani Pest vármegyei alispánhoz akinek a szülei szilasi és pilisi Szilassy György (1807–1867), földbirtokos és ragyólczi Csoma Klára (1811–1841) voltak;
 Az apai nagyszülei szilasi és pilisi Szilassy József (1755–1836), koronaúr, földbirtokos és báró váradi Inczédy Katalin (1769–1847) voltak. Az anyai nagyszülei ragyólczi Csoma Zsigmond, földbirtokos és szilasi és pilisi Szilassy Terézia (1786–1849) voltak. 1886-ban Hugonnai Vilma grófnő és Szilassy György hivatalosan elváltak. Szilassy György és gróf Hugonnai Vilma házasságából született
- Szilassy György (Pánd, 1866. november 4. – Budapest, 1939. december 16.), gazdasági felügyelő, a Johannita Rend lovagja.[18] Felesége: csallóközmegyercsi Szabadhegy Gizella.
- Szilassy Kálmán (Pánd, 1868. január 17. – Pánd, 1868. február 7.)[19][20]

Budapesten, 1887. szeptember 9-én férjhez ment dr. Wartha Vincéhez (Fiume, 1844. július 17. – Budapest, Kőbánya, 1914. július 20.), vegyész, műegyetemi tanárhoz. Frigyükből született:
- Wartha Vilma (1888 – Abbázia, 1908. július 25.).[22]

## Emlékezete
- Nagy Lenke: Nyitva az út! Az első magyar orvosnő életének regénye; Arany János Ny., Bp., 1944 (Pintér leánykönyvtár)
- Életéről Kertész Erzsébet írt regényes életrajzot Vilma doktorasszony: Az első magyar orvosnő életregénye címmel (Bp., 1965)
- Hamvai a Kerepesi temetőben nyugszanak 1980-tól, ahová a Rákoskeresztúri temetőből vitték át őket.
- Nagytétényben egy német nemzetiségű általános iskola van róla elnevezve (Hugonnai Vilma Általános Iskola).
- Nevét szobrok őrzik.
- A Pest megyei Pánd községben utca viseli a nevét.
- Emlékére emléktáblát avattak utolsó lakhelyén, a budapesti Bíró Lajos utca 41.-en.
- Emlékéről a budapesti Turay Ida Színház készített színdarabot, amelyet 2014. november 22-én mutattak be Doktornők címmel.[23]
- Kertész Edina: A lány, aki orvos akart lenni; Naphegy, Bp., 2018
- Szécsi Noémi művelődéstörténeti kötete, a Lányok és asszonyok aranykönyve (Park Kiadó, 2019) nagyrészt Hugonnai Vilma 1897 után, már orvosi magánpraxisában vezetett rendelési naplóinak segítségével, tehát az első magyar orvosnő betegeinek példáival tárja fel a 19.-20. század fordulóján élt nők testhez, szexualitáshoz, termékenységhez való viszonyát.[24]
- A Bátrak földje című, 2020-ban bemutatott televíziós sorozatban a női főszereplő, Rokoczay Anna karakterét jelentős részben róla mintázták. Anna is 1847 körül született (18 éves volt 1865-ben, a sorozat cselekményének idején), ő is orvosnak tanul, korábban ugyancsak egy bentlakásos iskola tanulója volt, az egyetemet szintén Zürichben végzi el, későbbi párja, Torzsa Sándor pedig éppúgy nem igazán érdeklődik a szellemi dolgok iránt, mint ahogy Szilassy György sem tette. További kapcsolódási pont, hogy a jelenetek nagy részét a Hugonnai család egykori hajlékában, a Nagytétényi Kastélymúzeumban vették fel.

VIII. ker., Bp., Hugonnai Vilma tér
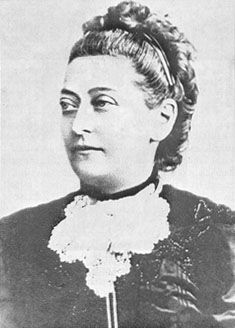
Fájl:Hugonnai_Vilma.jpgHugonnai Vilma fényképe 1900 körül
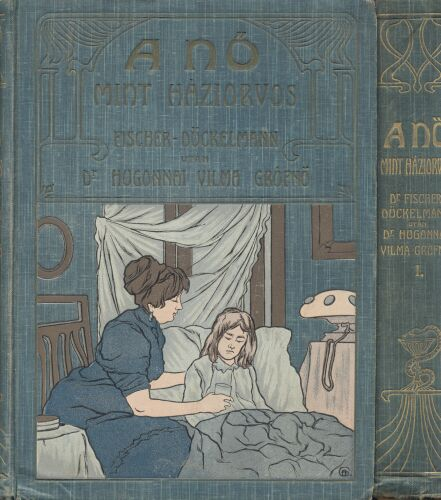
Fájl:A_nő_mint_háziorvos.jpgA nő mint háziorvos című könyv borítója
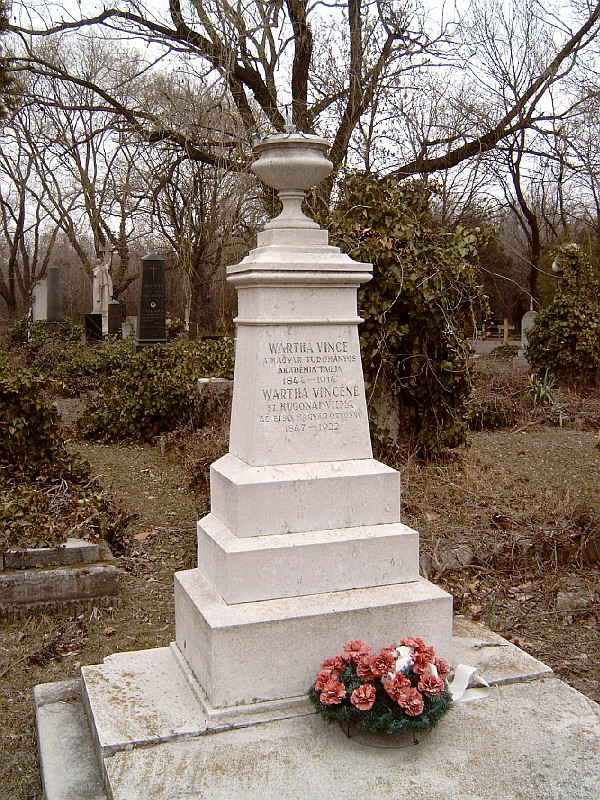
Fájl:Hugonnai_Vilma_sírja.jpgHugonnai Vilma és Wartha Vince sírja Budapesten. Kerepesi temető: 34-11-12.